# Памятник Королёву и Гагарину
Памятник Королёву и Гагарину — бронзовая скульптура Юрия Гагарина и Сергея Королёва работы скульптора О. К. Комова, установленная в Таганроге на улице Чехова перед корпусом «А» Инженерно-технологической академии Южного Федерального университета.

## Скульптура
Гагарин, в отличие от Королёва, был невысок, а в первые космонавты отбирали ростом не выше метра шестидесяти пяти. Но автор, желая подчеркнуть значимость первого в мире космического полета и человека, прославившего СССР на весь мир, этим фактом пренебрёг и изваял в бронзе Гагарина ростом даже выше Королёва. На плинте скульптуры у заднего левого угла нанесена надпись «О. Комов 75 г.».

## История
Главным инициатором появления этой скульптуры в Таганроге стал почётный гражданин Таганрога Е. В. Зайцев, бывший сотрудник ТРТИ, а затем партийный и государственный деятель. Будучи первым заместителем министра культуры РСФСР, а затем СССР, Е. В. Зайцев способствовал передаче памятника Таганрогу в 1978 году.
Созданная в 1975 году скульптура «Гагарин — Королёв» (авторское название) демонстрировалась на выставке в Москве. После закрытия выставки Советский фонд культуры подарил эту скульптуру Таганрогской картинной галерее, где она находилась в коллекции экспонатов парковой скульптуры.
Формирование музея парковой скульптуры затянулось на неопределённое время. За место установки памятника боролись ТРТИ и средняя школа № 3, известная своим музеем космонавтики. Но почему-то в 1979 году было решено установить памятник на пересечении улиц Петровской и Украинского переулка. Скульптура была установлена прямо на газон, без пьедестала. С тех пор квартал этого переулка с бульваром в разговорах стали именовать сквером Космонавтов.
В 2002 году, когда радиоуниверситет отмечал 50-летие, по проекту главного архитектора Таганрога Жмакина А. А., памятник перенесли на сегодняшнее место, к корпусу «А» ТРТИ, а на старом месте теперь расположена Центральная детская площадка. На открытии памятника мэр Таганрога Шило С. И. сказал: «В Таганроге установка каждого памятника или каждой мемориальной доски воспринимается горожанами неоднозначно. В отношении этого места и самого памятника, я уверен, разногласий в обществе не будет».
Сотрудники ТРТИ были более чем причастны к освоению космоса: в 1956 году десять выпускников приборостроительного факультета Таганрогского радиотехнического института влились в команду Сергея Королева. А Владимир Караштин (1934—2008) даже стал потом заместителем генерального конструктора Ракетно-космической корпорации «Энергия», отвечая за техническую подготовку пуска ракеты-носителя «Энергия» и МТКК «Энергия-Буран».
У выпускников радиотехнического университета существует традиция фотографироваться у этого памятника.

## Галерея
- Памятник Королёву и Гагарину
- Памятник Королёву и Гагарину
- Надпись на плинте